# Maksym Jewtuszenko
Maksym Jewtuszenko (ukr. Максим Євтушенко; ur. 1996) – ukraiński zapaśnik startujący w stylu klasycznym. Zajął osiemnaste miejsce na mistrzostwach świata w 2019. Ósmy w indywidualnym Pucharze Świata w 2020. Brązowy medalista mistrzostw Europy w 2021, a także wojskowych MŚ z 2017 i 2025. Trzeci na MŚ U-23 w 2019. Mistrz Europy kadetów i trzeci na MŚ w 2013 roku.